# Chris Malinchak
Chris Malinchak (* 1987 in New York City) ist ein US-amerikanischer DJ und Musikproduzent. Sein Stil verbindet Elemente von Nu Disco, Funk und House.

## Werdegang
Seit 2011 steht er bei den Plattenlabel Kontor Records und French Express unter Vertrag. Er lebt in New York.
Sein Track So Good to Me wurde von dem britischen Radiomoderator Pete Tong Ende 2012 in seiner Show auf BBC 1 zum Essential New Tune gekürt. In der Folge erreichte er über zwei Millionen Aufrufe auf der Videoplattform YouTube. Nach Veröffentlichung der Single auf dem Label Ministry of Sound erreichte sie im Mai 2013 Platz 2 der UK Top 40 sowie etliche weitere Chartplatzierungen in Europa. Im Lied So Good to Me werden Samples des Liedes If This World Were Mine von Marvin Gaye & Tammi Terrell verwendet. 2013 trat Malinchak beim Movement Electronic Music Festival in Detroit auf.

## Diskografie

### EPs
- 2011: Vilette
- 2011: Renaissance
- 2011: Make Your Move
- 2011: Ironbound
- 2011: Hollywood

### Singles
- 2006: Feel So Good (mit DJ Greg Bahary)
- 2011: The Fourth
- 2012: These Dreams
- 2012: If U Got It
- 2012: All Shook Up
- 2012: Leaving Tomorrow
- 2012: Get Back
- 2012: There I Was
- 2013: So Good to Me
- 2014: Stranger (feat. Mikky Ekko)
- 2015: Dragonfly (feat. Max Schneider)
- 2018: Mother (vs. Kiesza)
- 2018: Crash
- 2018: Weird Kid (mit Kiesza)